# جون فالنتين
جون فالنتين (بالإنجليزية: John Valentin) هو لاعب كرة قاعدة أمريكي، ولد في 18 فبراير 1967 في مينيولا في الولايات المتحدة.

## وصلات خارجية
- جون فالنتين على موقع دوري كرة القاعدة الرئيسي (الإنجليزية)
- جون فالنتين على موقعبيزبول رفرنس.كوم (الدوري الرئيسي) (الإنجليزية)
- جون فالنتين على موقعبيزبول رفرنس.كوم (الدوري الثانوي) (الإنجليزية)